# 2011年の映画
2011年の映画（2011ねんのえいが）では、2011年（平成23年）の映画分野の出来事（動向）について記述する。
2010年の映画 - 2011年の映画 - 2012年の映画

## 出来事

### 世界
- 1月16日 - 第68回ゴールデングローブ賞授賞式が行われ、ドラマ部門で『ソーシャル・ネットワーク』が、ミュージカル・コメディ部門で『キッズ・オールライト』が作品賞を受賞した。
- 1月30日 - 第17回全米映画俳優組合賞の結果が発表され、『英国王のスピーチ』がキャスト賞を受賞した。
- 2月10日 - 2月20日 - 第61回ベルリン国際映画祭が開催され、イランの『別離』が金熊賞を受賞した。
- 2月26日 - 第31回ゴールデンラズベリー賞の結果が発表され、『エアベンダー』が最低作品賞を受賞した。
- 2月27日 - 第83回アカデミー賞の結果が発表され、『英国王のスピーチ』が作品賞を受賞した。
- 5月11日 - 5月22日 - 第64回カンヌ国際映画祭が開催され、アメリカ映画の『ツリー・オブ・ライフ』がパルム・ドールを受賞した。
- 6月5日 - MTVムービー・アワード2011の結果が発表され、『エクリプス/トワイライト・サーガ』が作品賞を受賞した。
- 8月31日 - 9月10日 - 第68回ヴェネツィア国際映画祭が開催され、ロシア映画の『ファウスト』が金獅子賞を受賞した。

### 日本
- 2月8日 - 第65回毎日映画コンクールの表彰式がミューザ川崎シンフォニーホールで開催され、『悪人』が日本映画大賞を受賞した。
- 2月15日 - 第53回ブルーリボン賞の授賞式が東京都中央区・銀座ブロッサムで行われ、作品賞は『告白』が受賞した。
- 2月18日 - 第34回日本アカデミー賞の結果が発表され、『告白』が最優秀作品賞を受賞した。
- 2月20日 - 第84回キネマ旬報ベスト・テンの授賞式が行われ、日本映画作品賞は『悪人』が、外国映画作品賞は『息もできない』がそれぞれ受賞した。
- 2月24日 - 2月28日 - ゆうばり国際ファンタスティック映画祭2011が開催された。
- 3月11日 - 東北地方太平洋沖地震が発生し、映画界は様々な影響を受けた。
  - 日本公開中であった『ヒア アフター』はヒロインが津波に遭うという内容の為に上映を打ち切られ[1]、公開を間近に控えていた『唐山大地震 -想い続けた32年-』も内容がこの時期に不適当という理由から延期された[2]。『ザ・ライト -エクソシストの真実-』は内容が不適切であるほか、フィルムの劇場への運送の遅れを理由に延期された[3]。
  - 『ゴーカイジャー ゴセイジャー スーパー戦隊199ヒーロー大決戦』は製作スケジュールの変更を余儀なくされ、公開延期が決まった[4]。この他、バンクーバーで撮影中だった『トワイライト・サーガ/ブレイキング・ドーン』も撮影が休止された[5]。
  - 多数の作品の試写会や舞台挨拶が中止され、営業を自粛する映画館も相次いだ[6]。
  - 地震発生時の週末におけるハリウッド映画のアメリカ国外興行収入が前年比で60%ダウンした[7]。
- 9月20日 - 9月30日 - 第33回ぴあフィルムフェスティバルが東京国立近代美術館フィルムセンターの大ホールで開催された。
- 10月19日 - 小説家の津村節子と新藤兼人監督が第59回菊池寛賞を受賞。
- 10月22日 - 10月30日 - 第24回東京国際映画祭（TIFF）が開幕され、『最強のふたり』が東京サクラグランプリを受賞した。

## 日本の映画興行
- 入場料金（大人） 
  - 1,800円 - 一般入場料金は20年間据え置かれている[8]。
- 入場者数 1億4473万人[9]
- 興行収入 1811億9700万円[9]

| 配給会社 | 番組数 | 年間興行収入  | 前年対比 | 備考 |
| -------- | ------ | ------------- | -------- | --- |
| 松竹     | 19     | 097億5018万円 | 071.5%   | |
| 東宝     | 29     | 591億1110万円 | 079.0%   | 興行成績はダウンしたが、それでも全邦洋画の興行収入に対し東宝は32.9％に当たり、邦画に限定すると50.9％にもなる。 |
| 東映     | 24     | 167億3295万円 | 123.3%   | 邦画で東映だけが前年を超える成績を残した。                                                                     |

出典:「2011年 日本映画・外国映画 業界総決算」『キネマ旬報』2012年（平成24年）2月下旬号、キネマ旬報社、2012年、201 - 203頁。

## 各国ランキング

### 日本興行収入ランキング
| 順位 | 題名                                                                                       | 製作国                            | 配給                 | 興行収入 |
| ---- | ------------------------------------------------------------------------------------------ | --------------------------------- | -------------------- | -------- |
| 1    | ハリーポッターと死の秘宝 PART2                                                             | アメリカ合衆国の旗 · イギリスの旗 | ワーナー・ブラザース | 96.7億円 |
| 2    | パイレーツ・オブ・カリビアン/生命の泉                                                      | アメリカ合衆国の旗                | ディズニー           | 88.7億円 |
| 3    | ハリーポッターと死の秘宝 PART1                                                             | アメリカ合衆国の旗 · イギリスの旗 | ワーナー・ブラザース | 68.6億円 |
| 4    | コクリコ坂から                                                                             | 日本の旗                          | 東宝                 | 44.6億円 |
| 5    | 劇場版ポケットモンスター ベストウイッシュ ビクティニと黒き英雄 ゼクロム・白き英雄 レシラム | 日本の旗                          | 東宝                 | 43.3億円 |
| 6    | ステキな金縛り                                                                             | 日本の旗                          | 東宝                 | 42.8億円 |
| 7    | トランスフォーマー/ダークサイド・ムーン                                                    | アメリカ合衆国の旗                | パラマウント映画     | 42.5億円 |
| 8    | SPACE BATTLESHIP ヤマト                                                                    | 日本の旗                          | 東宝                 | 41.0億円 |
| 9    | GANTZ                                                                                      | 日本の旗                          | 東宝                 | 34.5億円 |
| 10   | SP THE MOTION PICTURE 革命篇                                                               | 日本の旗                          | 東宝                 | 33.3億円 |

出典:2011年興行収入10億円以上番組 (PDF)  - 日本映画製作者連盟

### 全世界興行収入ランキング
| 順位 | 題名                                              | スタジオ                           | 興行収入       |
| ---- | ------------------------------------------------- | ---------------------------------- | -------------- |
| 1    | ハリー・ポッターと死の秘宝 PART2                  | ワーナー・ブラザース               | $1,341,511,219 |
| 2    | トランスフォーマー/ダークサイド・ムーン           | パラマウント映画                   | $1,123,794,079 |
| 3    | パイレーツ・オブ・カリビアン/生命の泉             | ウォルト・ディズニー・ピクチャーズ | $1,045,713,802 |
| 4    | トワイライト・サーガ/ブレイキング・ドーン Part1   | サミット・エンターテインメント     | $712,205,856   |
| 5    | ミッション:インポッシブル/ゴースト・プロトコル    | パラマウント映画                   | $694,713,380   |
| 6    | カンフー・パンダ2                                 | ドリームワークス・アニメーション   | $665,692,281   |
| 7    | ワイルド・スピード MEGA MAX                       | ユニバーサル・ピクチャーズ         | $626,137,675   |
| 8    | ハングオーバー!! 史上最悪の二日酔い、国境を越える | ワーナー・ブラザース               | $586,764,305   |
| 9    | スマーフ                                          | コロンビア ピクチャーズ            | $563,749,323   |
| 10   | カーズ2                                           | ウォルト・ディズニー・ピクチャーズ | $559,852,396   |

出典:“2011 Worldwide Box Office Results”.  Box Office Mojo. 2022年2月3日閲覧。

### 北米興行収入ランキング
| 順位 | 題名                                              | スタジオ                           | 興行収入     |
| ---- | ------------------------------------------------- | ---------------------------------- | ------------ |
| 1    | ハリー・ポッターと死の秘宝 PART2                  | ワーナー・ブラザース               | $378,240,326 |
| 2    | トランスフォーマー/ダークサイド・ムーン           | パラマウント映画                   | $351,372,490 |
| 3    | トワイライト・サーガ/ブレイキング・ドーン Part1   | サミット・エンターテインメント     | $281,287,133 |
| 4    | ハングオーバー!! 史上最悪の二日酔い、国境を越える | ワーナー・ブラザース               | $254,464,305 |
| 5    | パイレーツ・オブ・カリビアン/生命の泉             | ウォルト・ディズニー・ピクチャーズ | $241,011,325 |
| 6    | ワイルド・スピード MEGA MAX                       | ユニバーサル・ピクチャーズ         | $209,837,675 |
| 7    | ミッション:インポッシブル/ゴースト・プロトコル    | パラマウント映画                   | $209,307,903 |
| 8    | カーズ2                                           | ウォルト・ディズニー・ピクチャーズ | $191,452,396 |
| 9    | シャーロック・ホームズ シャドウ ゲーム            | ワーナー・ブラザーズ               | $186,848,418 |
| 10   | マイティ・ソー                                    | パラマウント映画                   | $181,030,624 |

出典:“2011 Domestic Yearly Box Office Results”.  Box Office Mojo. 2022年2月3日閲覧。

## 受賞
- 第84回アカデミー賞
  - 作品賞 - 『アーティスト』 - トマ・ラングマン
  - 監督賞 -  ミシェル・アザナヴィシウス - 『アーティスト』
  - 主演男優賞 - ジャン・デュジャルダン - 『アーティスト』
  - 主演女優賞 - メリル・ストリープ - 『マーガレット・サッチャー 鉄の女の涙』
  - 助演男優賞 - クリストファー・プラマー - 『人生はビギナーズ』
  - 助演女優賞 - オクタヴィア・スペンサー - 『ヘルプ 〜心がつなぐストーリー〜』

- 第69回ゴールデングローブ賞
  - 作品賞 (ドラマ部門) - 『ファミリー・ツリー』
  - 主演女優賞 (ドラマ部門) - ジョージ・クルーニー - 『ファミリー・ツリー』
  - 主演男優賞 (ドラマ部門) - メリル・ストリープ - 『マーガレット・サッチャー 鉄の女の涙』
  - 作品賞 (ミュージカル・コメディ部門) - 『アーティスト』
  - 主演女優賞 (ミュージカル・コメディ部門) - ジャン・デュジャルダン - 『アーティスト』
  - 主演男優賞 (ミュージカル・コメディ部門) - ミシェル・ウィリアムズ - 『マリリン 7日間の恋』
  - 外国語映画賞 - 『別離』
  - 監督賞 - マーティン・スコセッシ - 『ヒューゴの不思議な発明』

- 第77回ニューヨーク映画批評家協会賞
  - 作品賞: 『アーティスト』

- 第68回ヴェネツィア国際映画祭
  - 金獅子賞: 『ファウスト』（アレクサンドル・ソクーロフ監督）
  - 銀獅子賞（監督賞）: 蔡尚君（人山人海）
  - 男優賞: マイケル・ファスベンダー（『SHAME -シェイム-』）
  - 女優賞: 葉德嫻（『桃さんのしあわせ』）

- 第64回カンヌ国際映画祭
  - パルム・ドール: 『ツリー・オブ・ライフ』（テレンス・マリック監督）
  - 審査員特別グランプリ: Bir Zamanlar Anadolu'da （ヌリ・ビルゲ・ジェイラン監督）、『少年と自転車』（ジャン＝ピエール&リュック・ダルデンヌ監督）
  - 審査員賞: Polisse （マイウェン監督）
  - 男優賞: ジャン・デュジャルダン（『アーティスト』）
  - 女優賞: キルスティン・ダンスト（『メランコリア』）
  - 監督賞: ニコラス・ウィンディング・レフン（『ドライヴ』）
  - 脚本賞: ヨセフ・シダー（Hearat Shulayim）

- 第61回ベルリン国際映画祭
  - 金熊賞: 『別離』（アスガー・ファルハディ監督）
  - 銀熊賞（審査員グランプリ）: 『ニーチェの馬』 （タル・ベーラ監督）
  - 銀熊賞（監督賞）: ウルリッヒ・コーラー（『スリーピング・シックネス』）
  - 銀熊賞（男優賞）: 『別離』の男性キャスト
  - 銀熊賞（女優賞）: 『別離』の女性キャスト

- 第35回日本アカデミー賞
  - 最優秀作品賞 - 『八日目の蝉』
  - 最優秀監督賞 - 成島出（『八日目の蝉』）
  - 最優秀主演男優賞 - 原田芳雄（『大鹿村騒動記』）
  - 最優秀主演女優賞 - 井上真央（『八日目の蝉』）

- 第54回ブルーリボン賞
  - 作品賞 - 『冷たい熱帯魚』
  - 主演男優賞 - 竹野内豊（『太平洋の奇跡』）
  - 主演女優賞 - 永作博美（『八日目の蝉』）
  - 監督賞 - 新藤兼人（『一枚のハガキ』）

- 第85回キネマ旬報ベスト・テン
  - 外国映画第1位 - 『ゴーストライター』
  - 日本映画第1位 -  『一枚のハガキ』

- 第66回毎日映画コンクール
  - 日本映画大賞 - 『一枚のハガキ』

## 主な訃報
| 日付 | 日付 | 名前                          | 国籍               | 年齢 | 職業                                 |
| 1月  | 01日 | フレミング・ヨルゲンセン      | デンマークの旗     | 63   | 俳優                                 |
| 1月  | 02日 | アン・フランシス              | アメリカ合衆国の旗 | 80   | 女優                                 |
| 1月  | 02日 | ピート・ポスルスウェイト      | イギリスの旗       | 64   | 俳優                                 |
| 1月  | 09日 | ピーター・イェーツ            | イギリスの旗       | 81   | 映画監督                             |
| 1月  | 14日 | 和田勉                        | 日本の旗           | 80   | 映画監督                             |
| 1月  | 14日 | 細川俊之                      | 日本の旗           | 70   | 俳優                                 |
| 1月  | 15日 | スザンナ・ヨーク              | イギリスの旗       | 72   | 女優                                 |
| 1月  | 24日 | ベルント・アイヒンガー        | ドイツの旗         | 61   | 映画プロデューサー・監督             |
| 1月  | 30日 | 井上昭子                      | 日本の旗           | 69   | 女優                                 |
| 2月  | 03日 | マリア・シュナイダー          | フランスの旗       | 58   | 女優                                 |
| 2月  | 04日 | トゥラ・サターナ              | アメリカ合衆国の旗 | 72   | 女優                                 |
| 2月  | 05日 | ドナルド・ピーターマン        | アメリカ合衆国の旗 | 79   | 撮影監督                             |
| 2月  | 11日 | 大久保昌一良                  | 日本の旗           | 69   | 脚本家                               |
| 2月  | 12日 | ティ・ギャレット              | アメリカ合衆国の旗 | 91   | 女優                                 |
| 2月  | 13日 | 浦里はる美                    | 日本の旗           | 76   | 女優                                 |
| 2月  | 14日 | デイヴィッド・F・フリードマン | アメリカ合衆国の旗 | 87   | 映画プロデューサー                   |
| 2月  | 19日 | 袁雪芬                        | 中華人民共和国の旗 | 88   | 女優                                 |
| 2月  | 27日 | 上田忠好                      | 日本の旗           | 77   | 俳優                                 |
| 2月  | 28日 | ジェーン・ラッセル            | アメリカ合衆国の旗 | 89   | 女優                                 |
| 2月  | 28日 | アニー・ジラルド              | フランスの旗       | 79   | 女優                                 |
| 3月  | 03日 | 東郷晴子                      | 日本の旗           | 90   | 女優                                 |
| 3月  | 04日 | 佐野武治                      | 日本の旗           | 80   | 照明技師                             |
| 3月  | 06日 | 徳丸完                        | 日本の旗           | 69   | 声優                                 |
| 3月  | 10日 | 坂上二郎                      | 日本の旗           | 76   | 俳優                                 |
| 3月  | 17日 | マイケル・ガフ                | イギリスの旗       | 96   | 俳優                                 |
| 3月  | 18日 | エンツォ・カンナヴァーレ      | イタリアの旗       | 82   | 俳優                                 |
| 3月  | 20日 | ドロシー・ヤング              | アメリカ合衆国の旗 | 102  | 女優                                 |
| 3月  | 23日 | 新村礼子                      | アメリカ合衆国の旗 | 82   | 女優                                 |
| 3月  | 23日 | エリザベス・テイラー          | アメリカ合衆国の旗 | 79   | 女優                                 |
| 3月  | 24日 | ランフォード・ウィルソン      | アメリカ合衆国の旗 | 73   | 劇作家                               |
| 3月  | 27日 | ファーリー・グレンジャー      | アメリカ合衆国の旗 | 85   | 俳優                                 |
| 3月  | 28日 | ヴェンケ・フォス              | ノルウェーの旗     | 93   | 女優                                 |
| 3月  | 30日 | リュドミラ・グルチェンコ      | ロシアの旗         | 85   | 女優                                 |
| 4月  | 09日 | シドニー・ルメット            | アメリカ合衆国の旗 | 83   | 映画監督                             |
| 4月  | 17日 | 出崎統                        | 日本の旗           | 67   | アニメーション監督                   |
| 4月  | 21日 | 安本莞二                      | 日本の旗           | 66   | 脚本家                               |
| 4月  | 21日 | 高田純                        | 日本の旗           | 64   | 脚本家、映画評論家                   |
| 4月  | 21日 | 田中好子                      | 日本の旗           | 55   | 女優                                 |
| 4月  | 25日 | 田中実                        | 日本の旗           | 44   | 俳優                                 |
| 4月  | 26日 | 宇野誠一郎                    | 日本の旗           | 84   | 作曲家                               |
| 4月  | 30日 | 相原信洋                      | 日本の旗           | 66   | アニメーター                         |
| 5月  | 03日 | ジャッキー・クーパー          | アメリカ合衆国の旗 | 90   | 俳優、映画監督                       |
| 5月  | 04日 | 津島勝                        | 日本の旗           | 63   | 映画監督                             |
| 5月  | 05日 | アーサー・ローレンツ          | アメリカ合衆国の旗 | 93   | 劇作家、映画監督                     |
| 5月  | 06日 | 団鬼六                        | 日本の旗           | 80   | 作家                                 |
| 5月  | 09日 | 岡田茂                        | 日本の旗           | 87   | 映画プロデューサー                   |
| 5月  | 16日 | 児玉清                        | 日本の旗           | 77   | 俳優                                 |
| 5月  | 16日 | 中村光毅                      | 日本の旗           | 67   | 美術監督                             |
| 5月  | 17日 | エドワード・ハードウィック    | イギリスの旗       | 78   | 俳優                                 |
| 5月  | 20日 | 安藤庄平                      | 日本の旗           | 77   | 映画特撮監督                         |
| 5月  | 21日 | 長門裕之                      | 日本の旗           | 77   | 俳優                                 |
| 5月  | 22日 | ジョセフ・ブルックス          | アメリカ合衆国の旗 | 73   | 作曲家、映画監督                     |
| 5月  | 27日 | ジェフ・コナウェイ            | アメリカ合衆国の旗 | 60   | 俳優                                 |
| 6月  | 01日 | 野田助嗣                      | 日本の旗           | 65   | 松竹専務                             |
| 6月  | 03日 | ジェームズ・アーネス          | アメリカ合衆国の旗 | 88   | 俳優                                 |
| 6月  | 05日 | 桜井秀雄                      | 日本の旗           | 81   | 映画監督                             |
| 6月  | 12日 | ローラ・ジスキン              | アメリカ合衆国の旗 | 61   | 映画プロデューサー                   |
| 6月  | 14日 | ペーター・シャモニ            | ドイツの旗         | 77   | 映画監督                             |
| 6月  | 17日 | 橋本信一                      | 日本の旗           | 50   | 映画監督                             |
| 6月  | 22日 | デヴィッド・レイフィール      | アメリカ合衆国の旗 | 87   | 脚本家                               |
| 6月  | 23日 | ピーター・フォーク            | アメリカ合衆国の旗 | 83   | 俳優                                 |
| 6月  | 26日 | 井上和男                      | 日本の旗           | 86   | 映画監督                             |
| 6月  | 28日 | 小林修                        | 日本の旗           | 76   | 声優                                 |
| 6月  | 29日 | 馬場当                        | 日本の旗           | 84   | 脚本家                               |
| 7月  | 12日 | 宮尾すすむ                    | 日本の旗           | 77   | タレント                             |
| 7月  | 14日 | 貞永方久                      | 日本の旗           | 79   | 映画監督                             |
| 7月  | 19日 | 原田芳雄                      | 日本の旗           | 71   | 俳優                                 |
| 7月  | 23日 | 芦田豊雄                      | 日本の旗           | 67   | アニメーター                         |
| 7月  | 24日 | G・D・スプラドリン            | アメリカ合衆国の旗 | 90   | 俳優                                 |
| 7月  | 25日 | マイケル・カコヤニス          | ギリシャの旗       | 89   | 映画監督                             |
| 7月  | 26日 | 小松左京                      | 日本の旗           | 80   | SF作家、『日本沈没』原作者           |
| 8月  | 05日 | フランチェスコ・クイン        | アメリカ合衆国の旗 | 48   | 俳優                                 |
| 8月  | 11日 | 立花一男                      | 日本の旗           | 69   | 俳優                                 |
| 8月  | 17日 | グァルティエロ・ヤコペッティ  | イタリアの旗       | 91   | 映画監督                             |
| 8月  | 18日 | 高城淳一                      | 日本の旗           | 86   | 俳優                                 |
| 8月  | 19日 | ラウル・ルイス                | チリの旗           | 70   | 映画監督                             |
| 8月  | 21日 | 竹脇無我                      | 日本の旗           | 67   | 俳優                                 |
| 8月  | 29日 | 滝口順平                      | 日本の旗           | 80   | 声優                                 |
| 9月  | 17日 | 磯野理                        | 日本の旗           | 72   | 映画プロデューサー                   |
| 9月  | 21日 | 杉浦直樹                      | 日本の旗           | 79   | 俳優                                 |
| 9月  | 24日 | 山内賢                        | 日本の旗           | 67   | 俳優                                 |
| 10月 | 07日 | アンドリュー・ラズロ          | アメリカ合衆国の旗 | 85   | 撮影監督                             |
| 10月 | 07日 | ダイアン・シレント            | オーストラリアの旗 | 78   | 女優                                 |
| 10月 | 16日 | 有川博                        | 日本の旗           | 71   | 俳優                                 |
| 11月 | 08日 | リッキー・ホイ                | 香港の旗           | 65   | 俳優                                 |
| 11月 | 20日 | 成田豊                        | 日本の旗           | 82   | 電通グループ会長                     |
| 12月 | 01日 | 荒木伸吾                      | 日本の旗           | 72   | アニメーター                         |
| 12月 | 07日 | 内田有作                      | 日本の旗           | 76   | 元東映生田スタジオ所長               |
| 12月 | 10日 | 岩木保夫                      | 日本の旗           | 84   | 照明技師                             |
| 12月 | 10日 | 市川森一                      | 日本の旗           | 70   | 脚本家                               |
| 12月 | 14日 | ドン・シャープ                | 不明               | 90   | 映画監督・映画プロデューサー・脚本家 |
| 12月 | 20日 | 富岡素敬                      | 日本の旗           | 87   | 撮影監督                             |
| 12月 | 20日 | 森田芳光                      | 日本の旗           | 61   | 映画監督・脚本家                     |
| 12月 | 24日 | 飯沼慧                        | 日本の旗           | 85   | 俳優                                 |
| 12月 | 24日 | 入川保則                      | 日本の旗           | 72   | 俳優                                 |